# Maggie Hamilton
Maggie Hamilton (Glasgow, 1. rujna 1867. – Helensburgh, 31. siječnja 1952.) bila je škotska slikarica.

## Životopis
Maggie Hamilton rođena je 1867. godine u Glasgowu, gdje je ubrzo nakon toga skupina mladih umjetnika razvila novu školu slikanja. Među njima je bio i njezin najstariji brat, kao i stariji brat njezinog budućeg supruga. Provodeći vrijeme u njihovom društvu, bavila se i umjetnošću, u početku kao cvjetna slikarica. Prvi je put izlagala na Kraljevskoj Škotskoj Akademiji 1889. godine, a tijekom svog života tamo bi izložila ukupno pedeset i jednu sliku. Postala je poznata i po vještinama vezenja, a jedan od njezinih djela bio je dio međunarodne izložbe 1901. godine. Imala je dvoje djece, kćer i sina; djevojčica, Mary Viola Paterson, također je postala uspješna umjetnica.